# سيريل غان
سيريل جاكي غان (بالفرنسية: Ciryl Jacky Gane؛ مواليد 12 أبريل 1990) هو مقاتل فنون قتالية مختلطة فرنسي في فئة الوزن الثقيل في يو إف سي، حيث كان سابقًا بطل الوزن الثقيل المؤقت في يو إف سي. مقاتل محترف منذ 2014، نافس غان سابقًا في تي كيه أو ميجور ليغ إم إم إيه حيث كان بطل الوزن الثقيل. اعتبارًا من 14 نوفمبر 2023، احتل المركز 4 في تصنيفات يو إف سي للوزن الثقيل.

## النشأة
ولد غان في لاروش سور يون، وهو من أصول غوادلوب من خلال والده. كان والده رومان غان سائق حافلة ولاعب كرة قدم في الدرجة السادسة. عندما كان شابًا، لعب غان كرة القدم وكرة السلة. على الرغم من موهبته الرياضية، قرر غان العمل في المبيعات في متجر أثاث وانضم إلى برنامج دراسة العمل في باريس. خلال هذا الوقت، قدم زميل دراسي سابق غان إلى موياي تاي.

## مسيرته في الموياي تاي
ظهر غنا لأول مرة بشكل احترافي في 4 يونيو 2016، في قتال بطولة إيه إف إم تي للموياي تاي للوزن الثقيل ضد جيريمي جين. فاز بالنزال عن طريق الضربة القاضية في الجولة الثانية.
بعد فوزه على سميح بشار، كان من المقرر أن يقاتل غان مقاتل كيه-1 المخضرم برايس غيدون في لا نوي دي تيتانز. تغلب على غيدون بالضربة القاضية في الجولة الثالثة.
كان من المقرر أن يدافع غان عن لقبه في بطولة إيه إف إم تي ضد جوناثان جنجول في موياي تاي الروح 5. وفاز بالنزال عن طريق الضربة القاضية في الجولة الأولى.
في ليلة المحاربين، تغلب غان على بانغالي كيتا بالضربة القاضية في الجولة الثالثة. ثم كان من المقرر أن يقاتل بطل دبليو بي سي للموياي تاي ياسين بوغانم في نزال 2. وفاز غان بالقتال بقرار القضاة.

## مسيرته في فنون القتال المختلطة

### بدايته
بتدريب فرناند لوبيز، ظهر سيريل غان لأول مرة في فنون القتال المختلطة في عام 2018. تم التعاقد معه لأول مرة من قبل تي كيه أو للفنون القتالية المختلطة الكندية، حيث كان نزاله الأولى من في المنظمة في الوزن الثقيل الشاغرة، ضد بوبي سوليفان. فاز باللقب في الجولة الأولى من خلال خنق أمامي.
دافع عن بطولة الوزن الثقيل بعد شهر ضد آدم ديتشكا، وفاز بالقتال في الجولة الثانية عبر الضربة الفنية القاضية. نزاله الثالثة في المنظمة، ودفاعه الثاني عن لقبه، كان ضد روجرز سوزا، والذي فاز به في الجولة الأولى من عن طريق الضربة الفنية القاضية.

### يو إف سي
ظهر غان لأول مرة له في المنظمة في 10 أغسطس 2019، في يو إف سي ليلة القتال: شيفتشينكو ضد كارموش 2 ضد رافائيل بيسوا. فاز غان بالنزال من خلال خنق مثلث الذراع في نهاية الجولة الأولى.
واجه غان دون تيل مايز في 26 أكتوبر 2019، في يو إف سي ليلة القتال: مايا ضد أسكرين. فاز غان بالنزال عن طريق هوك الكعب في الجولة الثالثة، مما أكسبه جائزة أداء الليلة.
واجه غان تانر بوسر في 21 ديسمبر 2019، في يو إف سي ليلة القتال: إدغار ضد الزومبي الكوري. لقد فاز بالقتال عن طريق قرار القضاة بالإجماع.
كان من المقرر أن يواجه غان شامل عبد الرحيموف في 18 أبريل 2020، في يو إف سي 249. ومع ذلك، في 5 مارس 2020، أُعلن أن غان أُجبر على الانسحاب من الحدث بعد إصابته باسترواح الصدر أثناء التدريبات. تمت إعادة جدولة النزال في النهاية ليوم 11 يوليو 2020، في يو إف سي 251. بعد ذلك، تم إلغاء الاقتران مرة ثانية وإلغائه من هذا الحدث في منتصف يونيو حيث تمت إزالة عبد الرحيموف من النزال لأسباب غير معلنة. بدوره، كان من المتوقع أن يواجه غان سيرجي بافلوفيتش في 8 أغسطس 2020، في يو إف سي ليلة القتال 174. لكن بافلوفيتش اضطر إلى الانسحاب بسبب الإصابة. لذلك، تم تحديد موعد النزال الأصلي ضد شامل عبد الرحيموف مرة أخرى في 26 سبتمبر 2020، في يو إف سي 253؛ ومع ذلك، تمت إعادة جدولة النزال مرة أخرى إلى يو إف سي ليلة القتال 180 في 18 أكتوبر 2020. وفشلت محاولة إقامة النزال مرة أخرى عندما انسحب عبد الرحيموف لأسباب غير معلنة في 28 سبتمبر 2020، وتم استبداله بالوافد الجديد للمنظمة أنتي ديليجا. في 14 أكتوبر 2020، تم الإعلان عن إلغاء النزال بسبب مشاكل تعاقدية لدى ديليجا مع صفقته السابقة مع دوري المقاتلين المحترفين.
واجه غان جونیور دوس سانتوس في 12 ديسمبر 2020 في يو إف سي 256. وفاز بالقتال بالضربة الفنية القاضية في الجولة الثانية.
واجه غان جيرزينيو روزينسترويك في 27 فبراير 2021 في يو إف سي ليلة القتال 186. فاز بالنزال عن طريق بقرار القضاة بالإجماع.
واجه غان ألكسندر فولكوف في 26 يونيو 2021 في يو إف سي ليلة القتال 190. فاز بالقتال عن طريق قرار القضاة بالإجماع.
واجه غان ديريك لويس في 7 أغسطس 2021، في يو إف سي 265 لقب بطولة يو إف سي للوزن الثقيل المؤقت. فاز بالنزال الذي كان من جانب واحد عن طريق الضربة الفنية القاضية في الجولة الثالثة. أكسبه هذا النزال المعركة جائزة أداء الليلة.واجه غان فرانسيس نغانو على لقب بطولة يو إف سي للوزن الثقيل في 22 يناير 2022، في يو إف سي 270. كان غان متقدمًا بعد الجولتين الأوليين، لكن نغانو تحول إلى المصارعة وسيطر عليه في جولات الأغلبية من الثالثة إلى الخامسة. خسر النزال بقرار القضاة بالإجماع، مسجلاً أول هزيمة له في فنون القتال المختلطة.
واجه غان تاي توفاسا في 3 سبتمبر 2022 في يو إف سي ليلة القتال 209. فاز بالنزال عن طريق الضربة القاضية في الجولة الثالثة. أكسبه هذه النزال جائزة قتال الليلة.
واجه غان جون جونز على لقب بطولة يو إف سي للوزن الثقيل الشاغرة في 4 مارس 2023، في يو إف سي 285. وخسر عن طريق خنق المقصلة في الجولة الأولى.
واجه غان سيرجي سبيفاك في 2 سبتمبر 2023 في يو إف سي ليلة القتال 226. فاز بالنزال عن طريق الضربة الفنية القاضية في الجولة الثانية. هذا الفوز جعله يحصل حصل الفوز أيضًا على مكافأة أداء الليلة.
كان من المقرر أن يواجه غان بطل بيلاتور للوزن الثقيل السابق ألكسندر فولكوف في نزال العودة في 26 أكتوبر 2024 في حدث يو إف سي 308. ومع ذلك، بسبب إصابة فولكوف في الركبة، تم نقل النزال وأُقيم في 7 ديسمبر 2024 في حدث يو إف سي 310. فاز غان في نزال متقارب بقرار القضاة المنقسم المثير للجدل. 19 من أصل 20 وسيلة إعلامية سجلت النزال لصالح فولكوف. اعتذر الرئيس التنفيذي ليو إف سي دانا وايت لفولكوف بعد النزال قائلاً إنه يعتقد أن فولكوف فاز بالنزال.

## حياته الشخصية
غان وزوجته لديهما ابنتان. يعيشون في نوجينت سور مارن في الضواحي الشرقية لباريس.

## البطولات والإنجازات

### موياي تاي
- الأكاديمية الفرنسية للمواي تاي
  - إيه إف إم تي لقب وطني +91 كغ (+201 رطل) (مرة واحدة)
    - دفاع واحد ناجح عن اللقب

### فنون القتال المختلطة
- يو إف سي
  - بطولة يو إف سي المؤقتة للوزن الثقيل[61] (مرة واحدة)
  - أداء الليلة (ثلاث مرات) ضد دون تيل مايز، وديريك لويس، وسيرجي سبيفاك[62][63][64]
  - قتال الليلة (مرة واحدة) ضد تاي تويفاسا[65]
  - بالمشاركة مع (أندراي أرلوفسكي & كين فيلاسكيز) ثاني أطول سلسلة انتصارات في تاريخ بطولة الوزن الثقيل في يو إف سي (7)[66]
- تي كيه أو ميجور ليج إم إم إيه
  - بطولة تي كيه أو العالمية للوزن الثقيل (مرة واحدة)
    - دفاعين ناجحين عن اللقب[67]
- شيردوغ
  - المقاتل الأكثر سطوعًا العام 2021[68]

## سجل فنون القتال المختلطة
| السجل المهني |        |         |
| 15 نزال      | 13 فوز | 2 خسارة |
| ضربة قاضية   | 6      | 0       |
| إخضاع        | 3      | 1       |
| قرار القضاة  | 4      | 1       |

| النتيجة | السجل | الخصم                | الطريقة                    | الحدث                                         | التاريخ        | الجولة | الوقت | المكان                                | الملاحظات                                                            |
| ------- | ----- | -------------------- | -------------------------- | --------------------------------------------- | -------------- | ------ | ----- | ------------------------------------- | -------------------------------------------------------------------- |
| فاز     | 13–2  | ألكسندر فولكوف       | قرار القضاة (بالانقسام)    | يو إف سي 310                                  | 7 ديسمبر 2024  | 3      | 5:00  | لاس فيغاس، نيفادا، الولايات المتحدة   |                                                                      |
| فاز     | 12–2  | سيرجي سبيفاك         | ضربة فنية قاضية (باللكمات) | يو إف سي على إي إس بي إن: غان ضد سبيفاك       | 2 سبتمبر 2023  | 2      | 3:44  | باريس، فرنسا                          | أداء الليلة.                                                         |
| خسر     | 11–2  | جون جونز             | إخضاع (خنق المقصلة)        | يو إف سي 285                                  | 4 مارس 2023    | 1      | 2:04  | لاس فيغاس، نيفادا، الولايات المتحدة   | على لقب بطولة يو إف سي للوزن الثقيل الشاغرة.                         |
| فاز     | 11–1  | تاي تويفاسا          | ضربة قاضية (باللكمات)      | يو إف سي ليلة القتال: غان ضد تويفاسا          | 3 سبتمبر 2022  | 3      | 4:23  | باريس، فرنسا                          | قتال الليلة.                                                         |
| خسر     | 10–1  | فرانسيس نغانو        | قرار القضاة (بالإجماع)     | يو إف سي 270                                  | 22 يناير 2022  | 5      | 5:00  | آناهايم، كاليفورنيا، الولايات المتحدة | على لقب بطولة يو إف سي للوزن الثقيل.                                 |
| فاز     | 10–0  | ديريك لويس           | ضربة فنية قاضية (باللكمات) | يو إف سي 265                                  | 7 أغسطس 2021   | 3      | 4:11  | هيوستن، تكساس، الولايات المتحدة       | فاز بلقب بطولة يو إف سي للوزن الثقيل المؤقت. أداء الليلة.            |
| فاز     | 9–0   | ألكسندر فولكوف       | قرار القضاة (بالإجماع)     | يو إف سي ليلة القتال: غان ضد فولكوف           | 26 يونيو 2021  | 5      | 5:00  | لاس فيغاس، نيفادا، الولايات المتحدة   |                                                                      |
| فاز     | 8–0   | جيرزينيو روزينسترويك | قرار القضاة (بالإجماع)     | يو إف سي ليلة القتال: روزينسترويك ضد غان      | 27 فبراير 2021 | 5      | 5:00  | لاس فيغاس، نيفادا، الولايات المتحدة   |                                                                      |
| فاز     | 7–0   | جونیور دوس سانتوس    | ضربة فنية قاضية (بالمرفق)  | يو إف سي 256                                  | 12 ديسمبر 2020 | 2      | 2:34  | لاس فيغاس، نيفادا، الولايات المتحدة   |                                                                      |
| فاز     | 6–0   | تانر بوسر            | قرار القضاة (بالإجماع)     | يو إف سي ليلة القتال: إدغار ضد الزومبي الكوري | 21 ديسمبر 2019 | 3      | 5:00  | بوسان، كوريا الجنوبية                 |                                                                      |
| فاز     | 5–0   | دون تيل مايز         | إخضاع (هوك بالكعب)         | يو إف سي ليلة القتال: مايا ضد أسكرين          | 26 أكتوبر 2019 | 3      | 4:46  | كالانغ، سنغافورة                      | أداء الليلة.                                                         |
| فاز     | 4–0   | رافائيل بيسوا        | إخضاع (خنق مثلث الذراع)    | يو إف سي ليلة القتال: شيفتشينكو ضد كارموش 2   | 10 أغسطس 2019  | 1      | 4:12  | مونتيفيديو، الأوروغواي                |                                                                      |
| فاز     | 3–0   | روجرز سوزا           | ضربة فنية قاضية (باللكمات) | تي كيه أو 48: سوزا ضد غاين                    | 24 مايو 2019   | 1      | 4:26  | غاتينو، كيبك، كندا                    | دافع عن بطولة تي كيه أو للوزن الثقيل.                                |
| فاز     | 2–0   | آدم ديكزكا           | ضربة فنية قاضية (باللكمات) | تي كيه أو 44: هنتر ضد باريولت                 | 21 سبتمبر 2018 | 2      | 4:57  | مدينة كيبك، كيبك، كندا                | دافع عن بطولة تي كيه أو للوزن الثقيل.                                |
| فاز     | 1–0   | بوبي سوليفان         | إخضاع (خنق أمامي)          | تي كيه أو فايت نايت 1                         | 2 أغسطس 2018   | 1      | 1:42  | مونتريال، كيبيك، كندا                 | أول ظهور في الوزن الثقيل. فاز ببطولة تي كيه أو للوزن الثقيل الشاغرة. |

## نزالات الدفع مقابل المشاهدة
| #  | الحدث        | النزال       | التاريخ       | المدينة                               | المكان          | المبلغ  |
| -- | ------------ | ------------ | ------------- | ------------------------------------- | --------------- | ------- |
| 1. | يو إف سي 265 | لويس ضد غان  | 7 أغسطس 2021  | هيوستن، تكساس، الولايات المتحدة       | تويوتا سنتر     | لم يكشف |
| 2. | يو إف سي 270 | نغانو ضد غان | 22 يناير 2022 | آناهايم، كاليفورنيا، الولايات المتحدة | هوندا سنتر      | لم يكشف |
| 3. | يو إف سي 285 | جونز ضد غان  | 4 مارس 2023   | بارادايس، نيفادا، الولايات المتحدة    | تي موبايل أرينا | لم يكشف |

## وصلات خارجية
- سيريل غان على موقع يو إف سي (الإنجليزية)
- سيريل غان على موقع شيردوغ (الإنجليزية)
- سيريل غان على موقع Tapology.com (الإنجليزية)
- سيريل غان على موقع فايت ماتريكس (الإنجليزية)
- سيريل غان على موقع IMDb (الإنجليزية)
- سيريل غان على موقع قاعدة بيانات الفيلم (الإنجليزية)